# 1566 en philosophie
Chronologie de la philosophie
- 1562
- 1563
- 1564
- 1565
- 1566
- 1567
- 1568
- 1569
- 1570

L’année 1566 a été marquée, en philosophie, par les événements suivants :

## Publications
- Jérôme Cardan :  Proxeneta (1566, 1re éd. 1627), trad. : La science du monde ou La sagesse civile.